# Gloria Naylor

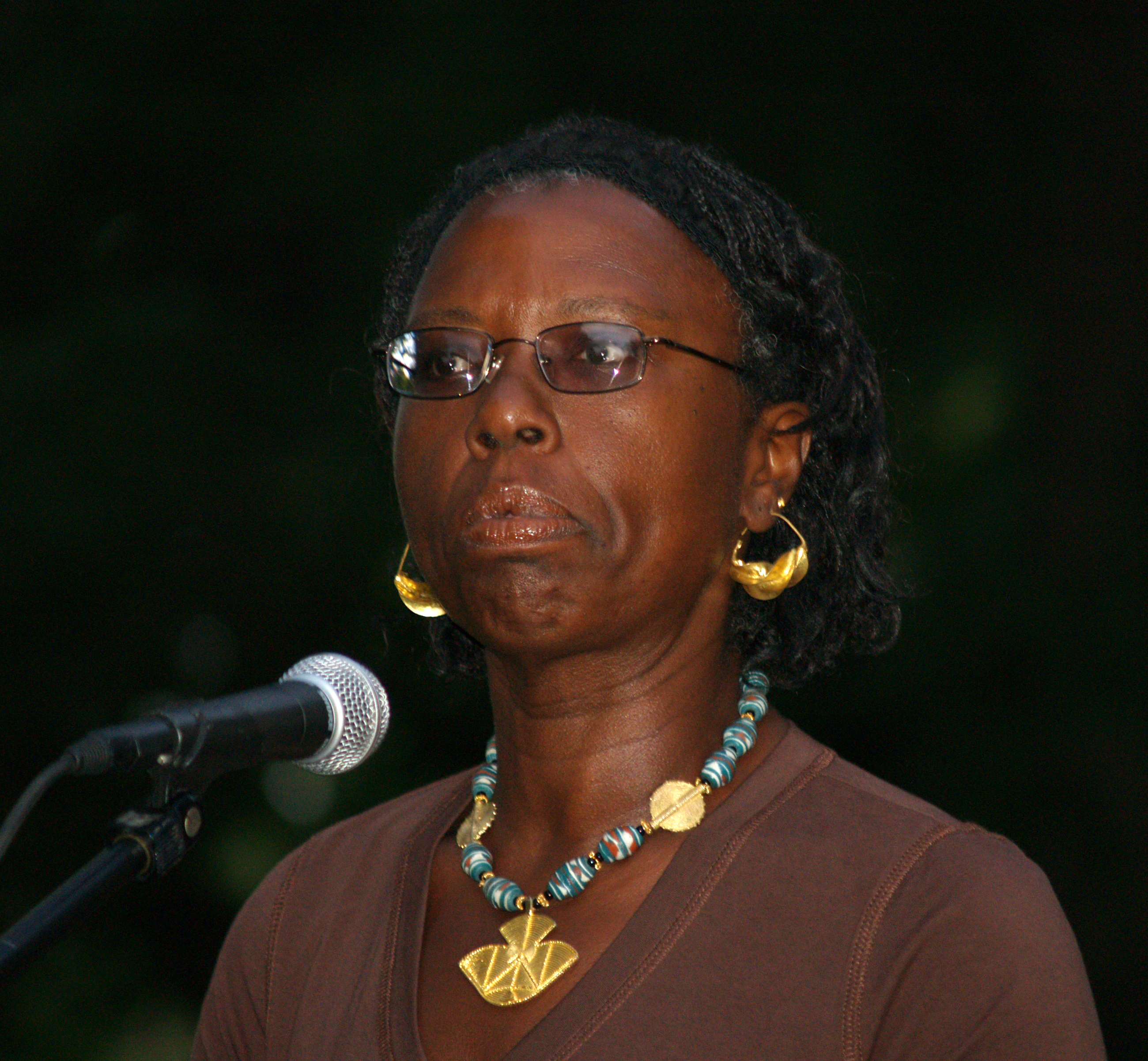
Gloria Naylor (2007)

Gloria Naylor (* 25. Januar 1950 in New York City; † 28. September 2016 in Christiansted, US Virgin Islands) war eine amerikanische Schriftstellerin. Sie ist bekannt für ihre einfühlsamen und nuancierten Darstellungen afro-amerikanischer Frauen, etwa in ihrem Debütroman The Women of Brewster Place (1982).

## Leben
Gloria Naylor war die älteste Tochter von Roosevelt und Alberta McAlpin Naylor. Vor ihrer Geburt verließen ihre Eltern im Dezember 1949 Tunica County im Mississippi Delta und zogen nach New York City, um ihren zukünftigen Kindern bessere Bildungschancen zu ermöglichen. Naylor selbst schrieb ihrer „Empfängnis im Süden“ eine wichtige Rolle in ihrer Entwicklung als Schriftstellerin zu.
Zum Zeitpunkt der Ermordung von Martin Luther King, Jr. im April 1968 absolvierte sie gerade ihr Abschlussjahr an der Andrew Jackson High in Queens. Kurz danach schloss Naylor sich wie ihre Mutter den Zeugen Jehovas an und reiste bis 1975 als Missionarin mit dem Auto durch New York, Dunn, North Carolina und Jacksonville.
1981 schloss sie ihren Bachelor in Englisch am Brooklyn College ab. Währenddessen entdeckte sie die Werke Schwarzer Autorinnen wie Zora Neale Hurston, Alice Walker und besonders Toni Morrison für sich, deren Roman The Bluest Eye (dt. Sehr blaue Augen) sie nachhaltig beeinflusste. Als Stipendiatin in Yale konnte sie ihr „neu gefundenes Bewusstsein für eine lange und reiche Schwarze Literaturtradition“ erkunden. Ihre Master-Thesis in African American Studies 1983 bildete die Basis für ihr zweites Buch Linden Hills (1985).
Ab 1983 war sie als Lehrende und Gastprofessorin an zahlreichen Hochschulen tätig, unter anderem an der George Washington University, der New York University, der Boston University, der University of Kent, der University of Pennsylvania und der Cornell University.
Am 28. September 2016 starb Naylor im Alter von 66 Jahren auf Saint Croix an einem Herzinfarkt.

## Schaffen
1982 veröffentlichte Gloria Naylor ihren ersten Roman, The Women of Brewster Place. Darin erkundet sie die Lebensumstände und Nöte sieben Schwarzer Frauen in einem Wohnkomplex am fiktiven Brewster Place in einer namenlosen Stadt, lose angelehnt an New York City. Sie folgt ihren Protagonistinnen durch deren Alltag voller Rassismus und Sexismus, um einen „Mikrokosmos Schwarzer Frauen in Amerika“ abzubilden. Zeitgenössische Rezensionen fielen überwiegend positiv aus, lobten Naylors Darstellung der Gemeinschaft und zogen einen wohlwollenden Vergleich zu Alice Walkers im gleichen Jahr erschienenen Roman The Color Purple. 1989 wurde The Women of Brewster Place mit Oprah Winfrey, Robin Givens und Cicely Tyson als Fernsehfilm adaptiert.
In ihrem zweiten Roman Linden Hills von 1985 lässt Naylor die Struktur sowie einige weitere Elemente aus Dantes Inferno in die Handlung einfließen, sodass ihre Protagonistinnen in einer aufstrebenden Nachbarschaft wohnen, die gleichzeitig aber auch ein Höllenkreis sein könnte. Im Streben um Erfolg, das richtige Haus, den richtigen Ehepartner und ein Stück vom amerikanischen Traum sind sie gleichsam gewillt, ihre Seelen zu verkaufen.
Im 1988 erschienenen Mama Day nähert sich Naylor stärker mythischen Gefilden. Neben den Perspektiven der beiden Liebhaber, deren Geschichte sie erkundet, kommt auch die fiktive, mystische Insel „Willow Springs“ selbst zu Wort. Der Einfluss von Shakespeares Werken zieht sich durch das gesamte Werk, besonders präsent ist Naylors Verwendung von Elementen aus Der Sturm und die Verbindung mit Schwarzer Folklore.
1992 erschien mit Bailey's Café ein weiteres Werk Naylors, das mit mythischen Elementen angereichert ist. Der Roman kann dem magischen Realismus zugerechnet werden. Während der „Brewster Place“ und „Linden Hills“ fixierte Orte in ungenannten Städten sind, könnte sich das namengebende Café, ähnlich wie die auf keiner Karte auftauchende Insel „Willow Springs“ in Mama Day, an einer Straßenecke in jeder beliebigen Stadt befinden. Ein ebenso namenloser Protagonist betreibt das Café, das einen sicheren Hafen für die sieben Frauen darstellt, die wie zufällig ihren Weg dorthin finden.
Ihre ersten vier Romane, The Women of Brewster Place (1982), Linden Hills (1985), Mama Day (1988) und Bailey’s Café (1992) bilden ein „Roman-Quartett“, das Naylor als Grundlage ihrer Karriere entwarf. Jeder der vier Texte ist mit dem jeweils nächsten durch wiederauftauchende Charaktere oder Schauplätze verbunden. Weiters spielt in jeder Handlung eine Gemeinschaft von Frauen eine tragende Rolle, die von gegenseitiger Unterstützung und Verbundenheit geprägt ist.
In ihrem Schaffen sah Naylor sich selbst als „Filter, durch den ihre Protagonistinnen zum Leben erweckt werden“ und beschrieb den Konzeptionsprozess ihrer Werke als „übersinnliche Eingebungen“, die sich oftmals viel später in die entstehenden Geschichten einfügten.

## Werke und Übersetzungen (Auswahl)
- The Women of Brewster Place (1982)
  - Die Frauen von Brewster Place. Deutsch von Sibylle Koch-Grünberg. Vollst. und überarb. Taschenbuchausgabe. Droemer Knaur, München 1996. ISBN 978-3-426-65121-6 (dEA 1984)
- Linden Hills (1985)
- The Meanings of a Word (1986)
- Mama Day (1988)
  - Mama Day. Deutsch von Angelika Kaps. Hanser, München/Wien 1996. ISBN 978-3-446-17436-8
- Bailey's Cafe (1992)
  - Baileys Café: Roman. Deutsch von Angelika Kaps. Hanser, München/Wien 1994. ISBN 978-3-446-17437-5
- The Men of Brewster Place (1999)

## Verfilmung
- 1989: The Women of Brewster Place (Fernseh-Miniserie) – Regie: Donna Deitch[12]

## Auszeichnungen (Auswahl)
- 1983: National Book Award – First Novel für The Women of Brewster Place[13]
- 1985: National Endowment for the Arts Fellowship[14]
- 1988: Guggenheim Fellowship[14]